# Pseudosphex aracia
Pseudosphex aracia là một loài bướm đêm thuộc phân họ Arctiinae, họ Erebidae.